# Campionato europeo femminile di pallacanestro 1985
Il 20º Campionato Europeo Femminile di Pallacanestro FIBA si è svolto in Italia dal 8 al 15 settembre 1985.

## Squadre partecipanti
- Unione Sovietica
- Polonia
- Cecoslovacchia
- Jugoslavia
- Bulgaria
- Paesi Bassi

- Italia
- Spagna
- Ungheria
- Francia
- Belgio
- Romania

## Risultati

### Turno preliminare

#### Gruppo A
| Team              | V - P | Pts | PF - PS   | +/- |
| ----------------- | ----- | --- | --------- | --- |
| 1. Bulgaria       | 3 - 2 | 8   | 369 - 332 | +37 |
| 2. Cecoslovacchia | 3 - 2 | 8   | 359 - 380 | -21 |
| 3. Francia        | 3 - 2 | 8   | 308 - 296 | +12 |
| 4. Jugoslavia     | 3 - 2 | 8   | 373 - 329 | +44 |
| 5. Romania        | 2 - 3 | 7   | 332 - 357 | -25 |
| 6. Paesi Bassi    | 1 - 4 | 6   | 284 - 331 | -47 |

| 8 settembre 1985, ore 16:00 UTC+1 | Romania | 57 – 92 (23-55) | Jugoslavia |  |

| 8 settembre 1985, ore 19:00 UTC+1 | Cecoslovacchia | 71 – 65 (39-34) | Francia |  |

| 8 settembre 1985, ore 21:00 UTC+1 | Bulgaria | 78 – 58 (47-23) | Paesi Bassi |  |

| 9 settembre 1985, ore 17:00 UTC+1 | Cecoslovacchia | 52 – 79 (29-42) | Romania |  |

| 9 settembre 1985, ore 19:00 UTC+1 | Paesi Bassi | 39 – 57 (14-30) | Francia |  |

| 9 settembre 1985, ore 21:00 UTC+1 | Bulgaria | 66 – 67 (33-37) | Jugoslavia |  |

| 10 settembre 1985, ore 17:00 UTC+1 | Romania | 62 – 70 (38-38) | Francia |  |

| 10 settembre 1985, ore 19:00 UTC+1 | Paesi Bassi | 52 – 71 (22-33) | Jugoslavia |  |

| 10 settembre 1985, ore 21:00 UTC+1 | Cecoslovacchia | 89 – 92 (47-53) | Bulgaria |  |

| 11 settembre 1985, ore 17:00 UTC+1 | Romania | 60 – 71 (25-41) | Paesi Bassi |  |

| 11 settembre 1985, ore 19:00 UTC+1 | Francia | 44 – 60 (24-32) | Bulgaria |  |

| 11 settembre 1985, ore 21:00 UTC+1 | Cecoslovacchia | 82 – 79 (35-36) | Jugoslavia |  |

| 12 settembre 1985, ore 17:00 UTC+1 | Romania | 74 – 72 (41-35) | Bulgaria |  |

| 12 settembre 1985, ore 19:00 UTC+1 | Cecoslovacchia | 65 – 64 (34-35) | Paesi Bassi |  |

| 12 settembre 1985, ore 21:00 UTC+1 | Jugoslavia | 64 – 72 (31-32) | Francia |  |

#### Gruppo B
| Team                | V - P | Pts | PF - PS   | +/-  |
| ------------------- | ----- | --- | --------- | ---- |
| 1. Unione Sovietica | 5 - 0 | 10  | 449 - 261 | +188 |
| 2. Ungheria         | 4 - 1 | 9   | 363 - 297 | +66  |
| 3. Italia           | 2 - 3 | 7   | 344 - 293 | +51  |
| 4. Polonia          | 2 - 3 | 7   | 328 - 328 | 0    |
| 5. Spagna           | 2 - 3 | 7   | 307 - 286 | −79  |
| 6. Belgio           | 0 - 5 | 5   | 210 - 436 | −226 |

| 8 settembre 1985, ore 16:00 UTC+1 | Spagna | 65 – 78 (37-33) | Ungheria |  |

| 8 settembre 1985, ore 18:00 UTC+1 | Belgio | 36 – 84 (22-35) | Polonia |  |

| 8 settembre 1985, ore 21:00 UTC+1 | Italia | 57 – 75 (27-44) | Unione Sovietica |  |

| 9 settembre 1985, ore 17:00 UTC+1 | Ungheria | 76 – 54 (33-25) | Polonia |  |

| 9 settembre 1985, ore 19:00 UTC+1 | Belgio | 46 – 95 (23-51) | Unione Sovietica |  |

| 9 settembre 1985, ore 21:00 UTC+1 | Italia | 77 – 46 (36-24) | Spagna |  |

| 10 settembre 1985, ore 17:00 UTC+1 | Ungheria | 65 – 87 (34-48) | Unione Sovietica |  |

| 10 settembre 1985, ore 19:00 UTC+1 | Italia | 90 – 37 (45-15) | Belgio |  |

| 10 settembre 1985, ore 21:00 UTC+1 | Spagna | 70 – 65 (31-41) | Polonia |  |

| 11 settembre 1985, ore 17:00 UTC+1 | Spagna | 84 – 51 (44-28) | Belgio |  |

| 11 settembre 1985, ore 19:00 UTC+1 | Polonia | 51 – 77 (22-39) | Unione Sovietica |  |

| 11 settembre 1985, ore 21:00 UTC+1 | Italia | 51 – 61 (24-32) | Ungheria |  |

| 12 settembre 1985, ore 17:00 UTC+1 | Spagna | 42 – 115 (20-54) | Unione Sovietica |  |

| 12 settembre 1985, ore 19:00 UTC+1 | Belgio | 40 – 83 (19-37) | Ungheria |  |

| 12 settembre 1985, ore 21:00 UTC+1 | Italia | 69 – 74 (33-23) | Polonia |  |

### Fase finale

#### Classificazione 9º-12º posto
|  | Semifinali Nono-Undicesimo posto | Semifinali Nono-Undicesimo posto | Semifinali Nono-Undicesimo posto |        |         | Nono Posto       | Nono Posto       | Nono Posto       |  |
|  |                                  |                                  |                                  |        |         |                  |                  |                  |  |
|  | Spagna                           | Spagna                           | 56                               |        |         |                  |                  |                  |  |
|  | Spagna                           | Spagna                           | 56                               |        |         |                  |                  |                  |  |
|  | Paesi Bassi                      | Paesi Bassi                      | 44                               |        |         |                  |                  |                  |  |
|  | Paesi Bassi                      | Paesi Bassi                      | 44                               |        | Romania | Romania          | 93               |                  |  |
|  |                                  |                                  |                                  |        | Romania | Romania          | 93               |                  |  |
|  |                                  |                                  | Spagna                           | Spagna | 72      |                  |                  |                  |  |
|  | Belgio                           | Belgio                           | Spagna                           | Spagna | 72      | 55               |                  |                  |  |
|  | Belgio                           | Belgio                           |                                  |        |         | 55               |                  |                  |  |
|  | Romania                          | Romania                          | 70                               |        |         | Undicesimo Posto | Undicesimo Posto | Undicesimo Posto |  |
|  | Romania                          | Romania                          | 70                               |        |         |                  |                  |                  |  |
|  |                                  |                                  |                                  |        |         |                  |                  |                  |  |
|  |                                  |                                  |                                  |        |         | Paesi Bassi      | Paesi Bassi      | 70               |  |
|  |                                  |                                  |                                  |        |         | Paesi Bassi      | Paesi Bassi      | 70               |  |
|  |                                  |                                  |                                  |        |         | Belgio           | Belgio           | 41               |  |

| 14 settembre 1985, ore 9:30 UTC+1 | Paesi Bassi | 44 – 56 (23-24) | Spagna |  |

| 14 settembre 1985, ore 11:30 UTC+1 | Romania | 70 – 55 (48-28) | Belgio |  |

| 15 settembre 1985, ore 9:30 UTC+1 | Belgio | 41 – 70 (17-22) | Paesi Bassi |  |

| 15 settembre 1985, ore 11:30 UTC+1 | Spagna | 73 – 93 (32-52) | Romania |  |

#### Classificazione 5º-8º posto
|  | Semifinali Quinto-Ottavo posto | Semifinali Quinto-Ottavo posto | Semifinali Quinto-Ottavo posto |            |         | Quinto Posto  | Quinto Posto  | Quinto Posto  |  |
|  |                                |                                |                                |            |         |               |               |               |  |
|  | Italia                         | Italia                         | 71                             |            |         |               |               |               |  |
|  | Italia                         | Italia                         | 71                             |            |         |               |               |               |  |
|  | Jugoslavia                     | Jugoslavia                     | 83                             |            |         |               |               |               |  |
|  | Jugoslavia                     | Jugoslavia                     | 83                             |            | Polonia | Polonia       | 58            |               |  |
|  |                                |                                |                                |            | Polonia | Polonia       | 58            |               |  |
|  |                                |                                | Jugoslavia                     | Jugoslavia | 76      |               |               |               |  |
|  | Polonia                        | Polonia                        | Jugoslavia                     | Jugoslavia | 76      | 59            |               |               |  |
|  | Polonia                        | Polonia                        |                                |            |         | 59            |               |               |  |
|  | Francia                        | Francia                        | 57                             |            |         | Settimo Posto | Settimo Posto | Settimo Posto |  |
|  | Francia                        | Francia                        | 57                             |            |         |               |               |               |  |
|  |                                |                                |                                |            |         |               |               |               |  |
|  |                                |                                |                                |            |         | Italia        | Italia        | 63            |  |
|  |                                |                                |                                |            |         | Italia        | Italia        | 63            |  |
|  |                                |                                |                                |            |         | Francia       | Francia       | 55            |  |

| 14 settembre 1985, ore 15:00 UTC+1 | Jugoslavia | 83 – 71 (45-38) | Italia |  |

| 14 settembre 1983, ore 17:00 UTC+1 | Polonia | 59 – 57 (28-34) | Francia |  |

| 15 settembre 1985, ore 15:00 UTC+1 | Italia | 63 – 55 (42-29) | Francia |  |

| 15 settembre 1985, ore 17:00 UTC+1 | Jugoslavia | 76 – 58 (36-31) | Polonia |  |

#### Classificazione 1º-4º posto
|  | Semifinali Primo-Quarto posto | Semifinali Primo-Quarto posto | Semifinali Primo-Quarto posto |          |                  | Primo Posto      | Primo Posto    | Primo Posto |  |
|  |                               |                               |                               |          |                  |                  |                |             |  |
|  | Ungheria                      | Ungheria                      | 67                            |          |                  |                  |                |             |  |
|  | Ungheria                      | Ungheria                      | 67                            |          |                  |                  |                |             |  |
|  | Bulgaria                      | Bulgaria                      | 73                            |          |                  |                  |                |             |  |
|  | Bulgaria                      | Bulgaria                      | 73                            |          | Unione Sovietica | Unione Sovietica | 103            |             |  |
|  |                               |                               |                               |          | Unione Sovietica | Unione Sovietica | 103            |             |  |
|  |                               |                               | Bulgaria                      | Bulgaria | 69               |                  |                |             |  |
|  | Cecoslovacchia                | Cecoslovacchia                | Bulgaria                      | Bulgaria | 69               | 43               |                |             |  |
|  | Cecoslovacchia                | Cecoslovacchia                |                               |          |                  | 43               |                |             |  |
|  | Unione Sovietica              | Unione Sovietica              | 111                           |          |                  | Terzo Posto      | Terzo Posto    | Terzo Posto |  |
|  | Unione Sovietica              | Unione Sovietica              | 111                           |          |                  |                  |                |             |  |
|  |                               |                               |                               |          |                  |                  |                |             |  |
|  |                               |                               |                               |          |                  | Ungheria         | Ungheria       | 103         |  |
|  |                               |                               |                               |          |                  | Ungheria         | Ungheria       | 103         |  |
|  |                               |                               |                               |          |                  | Cecoslovacchia   | Cecoslovacchia | 76          |  |

| 14 settembre 1985, ore 19:00 UTC+1 | Unione Sovietica | 111 – 43 (57-15) | Cecoslovacchia |  |

| 14 settembre 1985, ore 21:00 UTC+1 | Ungheria | 67 – 73 (29-30) | Bulgaria |  |

| 15 settembre 1985, ore 19:00 UTC+1 | Ungheria | 103 – 76 (52-30) | Cecoslovacchia |  |

| 15 settembre 1985, ore 21:00 UTC+1 | Bulgaria | 69 – 103 (41-57) | Unione Sovietica |  |

## Classifica finale
| Campione d'Europa | Campione d'Europa | Campione d'Europa |
| --- | ----------------- | --- |
| Unione Sovietica4 Šidlauskaitė, 5 Tuomaitė, 6 Barel', 7 Ivinskaja, 8 Burjakina, 9 Jakovleva, 10 Semënova, 11 Komarova, 12 Čausova, 13 Sucharnova, 14 Kurikša, 15 Savičkaja, All. Lidija Alekseeva |                   | |
| Argento | Bulgaria          | Bulgaria4 Ilieva, 5 Spasova, 6 Mitreva, 7 Kosturkova, 8 Cekova, 9 Dimitrova, 10 Nikolova, 11 Radkova, 12 Todorova, 13 Staneva, 14 Germanova, 15 Banova, All. -                                  |
| Bronzo | Ungheria          | Ungheria4 Balogh, 5 Németh, 6 Szöllősi, 7 Dézsi, 8 Boksay, 9 Borka, 10 Deák, 11 Gulyás, 12 Nagy, 13 Kranjecz, 14 Farkas, 15 Körmendi, All. László Killik                                        |
| 4. | Cecoslovacchia    | Cecoslovacchia4 Kysilková, 5 Hájková, 6 Kalužáková, 7 Rajniaková, 8 Peklová, 9 Kotočová, 10 Brziaková, 11 Zarevúcká, 12 Chlebowczyková, 13 Lednická, 14 Prettlová, 15 Adamcová, All. Jan Karger |
| 5. | Jugoslavia        | Jugoslavia4 Vangelovska, 5 Pukšić, 6 Komnenović, 7 Pepeunik, 8 Listes, 9 Alić, 10 Golić, 11 Dornik, 12 Počeković, 13 Perazić, 14 Božinović, 15 Mujanović, All. Milan Vasojević                  |
| 6. | Polonia           | Polonia4 Cała, 5 Jelonek, 6 Starowicz, 7 Konwent, 8 Pawlak, 9 Sidoruk, 10 Kępka, 11 Jaworska, 12 B. Wołujewicz, 13 Janowska, 14 M. Wołujewicz, 15 Janowicz, All. Tadeusz Huciński               |
| 7. | Italia            | Italia4 Trampus, 5 Pomilio, 6 Ceschia, 7 Gorlin, 8 Fullin, 9 Bastiani, 10 Rossi, 11 Pollini, 12 Padovani, 13 Tufano, 14 Peruzzo, 15 Passaro, All. Vittorio Tracuzzi                             |
| 8. | Francia           | Francia4 Prud'Homme, 5 Campi, 6 Clezardin, 7 Désert, 8 Soussi, 9 Blanchet, 10 Étienne, 11 Amiaud, 12 Ekambi, 13 Scheffler, 14 Bosero, 15 Doumergue, All. Jackie Delachet                        |
| 9. | Romania           | Romania4 Marinache, 5 Sándor, 6 Misăilă, 7 Stoichiță, 8 Solovăstru, 9 Pandrea, 10 Bădinici, 11 Alixandru, 12 Lefter, 13 Jerebie, 14 Grecu, 15 Kiss, All. -                                      |
| 10. | Spagna            | Spagna4 Eizaguirre, 5 Elías, 6 Castillo, 7 Zapata, 8 Geuer, 9 R. Jiménez, 10 Junyer, 11 C. Jiménez, 12 Llop, 13 Sánchez, 14 Messa, 15 Ruiz, All. Chema Buceta                                   |
| 11. | Paesi Bassi       | Paesi Bassi4 Tokkie, 5 Hoekstra, 6 Sluijs, 7 Zwanenburg, 8 van der Veen, 9 van Helvoort, 10 van Schaik, 11 Wender, 12 Mourits, 13 van de Lagemaat, 14 Keur, 15 Pountain, All. Vladimír Heger    |
| 12. | Belgio            | Belgio4 Leblanc, 5 Dewandeler, 6 De Roo, 7 Schelkens, 8 Georis, 9 Rommel, 10 Vandermarliere, 11 Tankrey, 12 Van Roy, 13 Van Boxelaer, 14 Snauweaert, 15 Desplat, All. -                         |